# Good as I Been to You
Good as I Been to You je osmadvacáté studiové album Boba Dylana, vydané v roce 1992 u Columbia Records. Album obsahuje klasické americké folkové písně. Celé album nahrál sám Dylan s foukací harmonikou a kytarou.

## Seznam skladeb
Všechny skladby jsou tradicionály, aranžované Bobem Dylanem, pokud není uvedeno jinak.
| Pořadí         | Název                       | Autor                             | Délka |
| -------------- | --------------------------- | --------------------------------- | ----- |
| 1.             | Frankie & Albert            | trad., arr. Mississippi John Hurt | 3:50  |
| 2.             | Jim Jones                   | trad., arr. Mick Slocum           | 3:52  |
| 3.             | Blackjack Davey             |                                   | 5:47  |
| 4.             | Canadee-i-o                 |                                   | 4:20  |
| 5.             | Sittin' on Top of the World |                                   | 4:27  |
| 6.             | Little Maggie               |                                   | 2:52  |
| 7.             | Hard Times                  | Stephen Foster, arr. De Dannan    | 4:31  |
| 8.             | Step It Up and Go           |                                   | 2:54  |
| 9.             | Tomorrow Night              | Sam Coslow, Will Grosz            | 3:42  |
| 10.            | Arthur McBride              | trad., arr. Paul Brady            | 6:20  |
| 11.            | You're Gonna Quit Me        | public domain                     | 2:46  |
| 12.            | Diamond Joe                 |                                   | 3:14  |
| 13.            | Froggie Went A-Courtin'     |                                   | 6:26  |
| Celková délka: | Celková délka:              | Celková délka:                    | 55:31 |